# Górnik Zabrze w sezonie 1961
Sezon 1961 był 13. sezonem w historii klubu i 6. z kolei na najwyższym poziomie rozgrywek ligowych. Górnik zakończył rozgrywki I ligi (rozgrywanej systemem wiosna-jesień) na pierwszym miejscu, zdobywając po raz trzeci w historii tytuł Mistrza Polski w piłce nożnej. Drużyna z Zabrza brała również, po raz pierwszy w historii, udział w pucharach europejskich: inauguracyjnej edycji Międzynarodowy Puchar Piłkarski oraz rundzie wstępnej Pucharu Europy Mistrzów Klubowych.

## Stadion
Miejscem rozgrywania spotkań domowych był otwarty w 1934 roku i przebudowany w 1958 roku stadion przy obecnej ul. Roosevelta 81 mieszczący ok. 35.000 widzów. Spotkanie z angielskim Tottenhamem Hotspur zostało rozegrane na Stadionie Śląskim w Chorzowie.

## I Liga

### Tabela
| Poz. | Drużyna        | M  | Punkty | Z           | R           | P           | Bramki | Bramki | Bramki |
| Poz. | Drużyna        | M  | Punkty | Z           | R           | P           | +      | -      | +/-    |
| ---- | -------------- | -- | ------ | ----------- | ----------- | ----------- | ------ | ------ | ------ |
| 1    | Górnik Zabrze  | 26 | 43     | 19          | 5           | 2           | 73     | 18     | 55     |
| 2    | Polonia Bytom  | 26 | 35     | brak danych | brak danych | brak danych | 53     | 29     | 24     |
| 3    | Legia Warszawa | 26 | 32     | brak danych | brak danych | brak danych | 51     | 35     | 16     |
| 4    | Wisła Kraków   | 26 | 32     | brak danych | brak danych | brak danych | 42     | 35     | 7      |
| 5    | Ruch Chorzów   | 26 | 31     | brak danych | brak danych | brak danych | 48     | 42     | 6      |

### Wyniki spotkań
| Mecz           | Data            | Stadion   | Przeciwnik        | Wynik | Punkty | Strzelcy                                            |
| -------------- | --------------- | --------- | ----------------- | ----- | ------ | --------------------------------------------------- |
| Runda wiosenna |                 |           |                   |       |        |                                                     |
| 1              | 19 marca        | Zabrze    | Stal Sosnowiec    | 4:1   | 2      | Jankowski (2), Lentner, Wilczek                     |
| 2              | 26 marca        | Bydgoszcz | Polonia Bydgoszcz | 5:0   | 4      | Wilczek (2), Pohl (3)                               |
| 3              | 9 kwietnia      | Zabrze    | Legia Warszawa    | 5:1   | 6      | Pohl (4), Jankowski                                 |
| 4              | 15 kwietnia     | Kraków    | Cracovia          | 3:2   | 8      | Pohl, Jankowski (2)                                 |
| 5              | 23 kwietnia     | Zabrze    | Lechia Gdańsk     | 2:0   | 10     | Pohl, Jankowski                                     |
| 6              | 10 maja         | Zabrze    | Stal Mielec       | 7:1   | 12     | Lentner (2), Musiałek, Jankowski (2), Franosz, Pohl |
| 7              | 14 maja         | Bydgoszcz | Zawisza Bydgoszcz | 6:0   | 14     | Pohl (2), Wilczek, Musiałek, Lentner, Kowalski      |
| 8              | 25 maja         | Zabrze    | Wisła Kraków      | 3:0   | 16     | Pohl (2), Wilczek                                   |
| 9              | 28 maja         | Zabrze    | Lech Poznań       | 3:0   | 18     | Wilczek (2), Lentner                                |
| 10             | 11 czerwca      | Chorzów   | Polonia Bytom     | 0:0   | 19     | -                                                   |
| 11             | 15 czerwca      | Chorzów   | Ruch Chorzów      | 2:0   | 21     | Jankowski, Musiałek                                 |
| 12             | 28 czerwca      | Zabrze    | ŁKS Łódź          | 2:1   | 23     | Musiałek, Gawlik                                    |
| 13             | 5 lipca         | Opole     | Odra Opole        | 1:1   | 24     | Franosz                                             |
| Runda jesienna |                 |           |                   |       |        |                                                     |
| 16             | 5 sierpnia      | Sosnowiec | Stal Sosnowiec    | 2:0   | 26     | Jankowski, Pohl                                     |
| 17             | 9 sierpnia      | Zabrze    | Polonia Bydgoszcz | 4:1   | 28     | Pohl, Lentner, Wilczek, Gawlik                      |
| 18             | 13 sierpnia     | Warszawa  | Legia Warszawa    | 1:1   | 29     | Musiałek                                            |
| 19             | 19 sierpnia     | Zabrze    | Cracovia          | 2:1   | 31     | Lentner, Gawlik                                     |
| 20             | 27 sierpnia     | Gdańsk    | Lechia Gdańsk     | 1:0   | 33     | Jankowski                                           |
| 21             | 3 września      | Mielec    | Stal Mielec       | 6:1   | 35     | Pohl (4), Lentner, Jankowski                        |
| 22             | 6 września      | Zabrze    | Zawisza Bydgoszcz | 6:1   | 37     | Jankowski (3), Pohl (2), Lentner                    |
| 23             | 27 września     | Poznań    | Lech Poznań       | 2:0   | 39     | Jankowski, Pohl                                     |
| 24             | 1 października  | Zabrze    | Polonia Bytom     | 0:0   | 40     | -                                                   |
| 25             | 15 października | Kraków    | Wisła Kraków      | 1:2   | 40     | Wilczek                                             |
| 26             | 29 października | Zabrze    | Ruch Chorzów      | 0:0   | 41     | -                                                   |
| 27             | 12 listopada    | Zabrze    | Odra Opole        | 4:2   | 43     | Wilczek (2), Lentner (2)                            |
| 28             | 19 listopada    | Łódź      | ŁKS Łódź          | 1:2   | 43     | Pohl                                                |

    zwycięstwo     remis     porażka

## Puchar Europy Mistrzów Krajowych
Górnik Zabrze rozpoczął rozgrywki europejskie od rundy wstępnej, przegrywając w dwumeczu z angielskim Tottenhamem Hotspur (4:2 i 1:8) i tym samym odpadając z pucharu.
| Faza          | Data        | Godz. | Stadion | Przeciwnik        | Wynik | Strzelcy                               |
| ------------- | ----------- | ----- | ------- | ----------------- | ----- | -------------------------------------- |
| Runda wstępna | 13 września | 17:00 | Chorzów | Tottenham Hotspur | 4:2   | Norman (sam.), Musiałek, Wilczek, Pohl |
| Runda wstępna | 20 września | 19:45 | Londyn  | Tottenham Hotspur | 1:8   | Pohl                                   |

    zwycięstwo     porażka

## Puchar Intertoto
Górnik Zabrze rozpoczął rozgrywki w Międzynarodowy Puchar Piłkarski od fazy grupowej, którą zakończył na drugim miejscu, nie dającym awansu do kolejnego etapu rozgrywek.

### Tabela
| Poz. | Drużyna                | M | Punkty | Z | R | P | Bramki | Bramki | Bramki |
| Poz. | Drużyna                | M | Punkty | Z | R | P | +      | -      | +/-    |
| ---- | ---------------------- | - | ------ | - | - | - | ------ | ------ | ------ |
| 1    | Spartak Hradec Králové | 6 | 8      | 3 | 2 | 1 | 15     | 12     | 3      |
| 2    | Górnik Zabrze          | 6 | 7      | 3 | 1 | 2 | 17     | 14     | 3      |
| 3    | Dynamo Berlin          | 6 | 7      | 3 | 1 | 2 | 13     | 14     | -1     |
| 4    | Wiener SC              | 6 | 2      | 1 | 0 | 5 | 15     | 20     | -5     |

### Wyniki spotkań
| Mecz | Data       | Stadion        | Przeciwnik             | Wynik | Punkty | Strzelcy                            |
| ---- | ---------- | -------------- | ---------------------- | ----- | ------ | ----------------------------------- |
| 1    | 18 czerwca | Hradec Králové | Spartak Hradec Králové | 3:2   | 2      | Wilczek, Jankowski, Pohl            |
| 2    | 24 czerwca | Zabrze         | Wiener SC              | 2:5   | 2      | Musiałek, Pietrasiński              |
| 3    | 2 lipca    | Zabrze         | Dynamo Berlin          | 5:1   | 4      | Gawlik, Pohl, Wilczek, Musiałek (2) |
| 4    | 9 lipca    | Berlin         | Dynamo Berlin          | 3:4   | 4      | Pohl                                |
| 5    | 16 lipca   | Wiedeń         | Wiener SC              | 2:0   | 6      | Skaba (sam.), Jankowski, Wilczek    |
| 6    | 23 lipca   | Zabrze         | Spartak Hradec Králové | 2:2   | 7      | Wilczek (2)                         |

    zwycięstwo     remis     porażka

## Mecze towarzyskie
| Data                         | Przeciwnik      | Miejsce     | Wynik | Strzelcy                   |
| ---------------------------- | --------------- | ----------- | ----- | -------------------------- |
| Rozegrane w przerwie letniej |                 |             |       |                            |
| luty                         | Victoria        | brak danych | 9:0   | brak danych                |
| 5 marca                      | Śląsk Wrocław   | Wrocław     | 4:2   | brak danych                |
| marzec                       | Świętochłowice  | brak danych | 3:0   | Pohl (2), Kowalski         |
| 16 marca                     | Sośnica Gliwice | Zabrze      | 12:0  | brak danych                |
| 2 kwietnia                   | Dynamo Kijów    | Zabrze      | 3:3   | Lentner, Plicko, Jankowski |
| 27 kwietnia                  | Baník Ostrawa   | Ostrawa     | 3:1   | Pohl, Wilczek, Musiałek    |

    zwycięstwo     remis

## Zawodnicy

### Skład
| Zawodnik                                                                 | Data urodzenia       | W klubie od | Poprzedni klub    | I Liga    | I Liga | PEMK | PEMK | Puchar Intertoto | Puchar Intertoto | RAZEM | RAZEM | Uwagi                      |
| ------------------------------------------------------------------------ | -------------------- | ----------- | ----------------- | --------- | ------ | ---- | ---- | ---------------- | ---------------- | ----- | ----- | -------------------------- |
| Zawodnik                                                                 | Data urodzenia       | W klubie od | Poprzedni klub    | Bramkarze |        |      |      |                  |                  |       |       | Uwagi                      |
| Hubert Kostka                                                            | 27 maja 1940         | 1961        | Unia Racibórz     | 23        | -      | 2    | -    | 5                | -                | 30    | -     |                            |
| Joachim Szołtysek                                                        | 10 czerwca 1932      | 1959        | AKS Chorzów       | 4         | -      | -    | -    | 2                | -                | 6     | -     |                            |
| Bernard Śliwka                                                           | 5 czerwca 1936       | 1960        | Górnik Mikulczyce | -         | -      | -    | -    | -                | -                | -     | -     |                            |
| Obrońcy                                                                  |                      |             |                   |           |        |      |      |                  |                  |       |       |                            |
| Stefan Florenski                                                         | 17 grudnia 1933      | 1957        | Sośnica Gliwice   | 13        | -      | 2    | -    | 4                | -                | 19    | -     |                            |
| Henryk Hajduk                                                            | 30 kwietnia 1932     | 1956        | Polonia Gdańsk    | 5         | -      | -    | -    | -                | -                | 5     | -     |                            |
| Hubert Kulanek                                                           | 22 października 1943 | 1961        | Górnik Mikulczyce | 6         | -      | -    | -    | -                | -                | 6     | -     |                            |
| Stanisław Oślizło                                                        | 13 listopada 1937    | 1960        | Górnik Radlin     | 22        | -      | 2    | -    | 5                | -                | 29    | -     |                            |
| Jan Plicko                                                               | 11 kwietnia 1943     | 1961        | wychowanek        | 1         | -      | -    | -    | -                | -                | 1     | -     |                            |
| Pomocnicy                                                                |                      |             |                   |           |        |      |      |                  |                  |       |       |                            |
| Ginter Gawlik                                                            | 5 grudnia 1930       | 1949        | Górnik Biskupice  | 18        | 3      | 1    | -    | 5                | 1                | 24    | 4     |                            |
| Jan Kłosek                                                               | 14 września 1943     | 1961        | wychowanek        | 2         | -      | -    | -    | -                | -                | 2     | -     |                            |
| Jan Kowalski                                                             | 15 lutego 1937       | 1959        | Pogoń Zabrze      | 20        | 1      | 1    | -    | 6                | -                | 27    | 1     |                            |
| Jan Pieczka                                                              | 13 stycznia 1936     | 1956        | wychowanek        | 2         | -      | -    | -    | -                | -                | 2     | -     |                            |
| Napastnicy                                                               |                      |             |                   |           |        |      |      |                  |                  |       |       |                            |
| Antoni Franosz                                                           | 9 lutego 1928        | 1948        | Pogoń Zabrze      | 22        | 2      | 2    | -    | 5                | -                | 29    | 2     |                            |
| Edward Jankowski                                                         | 9 stycznia 1930      | 1955        | Górnik Radlin     | 20        | 16     | 2    | -    | 4                | 2                | 26    | 18    |                            |
| Jan Kajzerek                                                             | 3 listopada 1941     | 1960        | Naprzód Lipiny    | 2         | -      | -    | -    | -                | -                | 2     | -     |                            |
| Roman Lentner                                                            | 15 grudnia 1937      | 1956        | Czarni Chropaczów | 23        | 11     | 2    | -    | 5                | -                | 30    | 11    |                            |
| Jerzy Musiałek                                                           | 14 października 1942 | 1961        | GKS Gliwice       | 13        | 5      | 1    | 1    | 6                | 3                | 20    | 9     |                            |
| Marian Olejnik                                                           | 26 sierpnia 1928     | 1955        | Górnik Radlin     | 7         | -      | 1    | -    | 2                | -                | 10    | -     |                            |
| Edward Olszówka                                                          | 9 lipca 1937         | 1960        | Naprzód Lipiny    | 23        | -      | 2    | -    | 6                | -                | 31    | -     |                            |
| Ernest Pohl                                                              | 3 listopada 1932     | 1956        | Legia Warszawa    | 21        | 24     | 2    | 2    | 5                | 3                | 28    | 29    | król strzelców Ekstraklasy |
| Erwin Wilczek                                                            | 20 listopada 1940    | 1959        | Zryw Chorzów      | 18        | 11     | 2    | 1    | 6                | 5                | 26    | 17    |                            |
| Liczba rozegranych spotkań nie obejmuje kolejek: 8, 9 i 10 (brak danych) |                      |             |                   |           |        |      |      |                  |                  |       |       |                            |

### Transfery
| Poz | Nazwisko       | Poprzedni klub    |
| --- | -------------- | ----------------- |
| PO  | Jan Kłosek     | wychowanek        |
| BR  | Hubert Kostka  | Unia Racibórz     |
| OB  | Hubert Kulanek | Górnik Mikulczyce |
| NA  | Jerzy Musiałek | GKS Gliwice       |
| OB  | Jan Plicko     | wychowanek        |

| Poz | Nazwisko        | Nowy klub        |
| --- | --------------- | ---------------- |
| NA  | Henryk Blaga    | Unia Tarnów      |
| PO  | Henryk Czech    | RKS Rybnik       |
| NA  | Jan Jenkner     | Polonia Warszawa |
| NA  | Edmund Kowal    | śmierć           |
| PO  | Henryk Szalecki | RKS Rybnik       |

### Skład podstawowy
| Poz                                                                      | Zawodnik          | I Liga | PEMK | Puchar Intertoto | RAZEM |
| ------------------------------------------------------------------------ | ----------------- | ------ | ---- | ---------------- | ----- |
| NA                                                                       | Roman Lentner     | 23     | 2    | 5                | 30    |
| NA                                                                       | Edward Olszówka   | 22     | 2    | 6                | 29    |
| OB                                                                       | Stanisław Oślizło | 22     | 2    | 5                | 29    |
| NA                                                                       | Antoni Franosz    | 21     | 2    | 5                | 28    |
| BR                                                                       | Hubert Kostka     | 22     | 2    | 4                | 28    |
| NA                                                                       | Jan Kowalski      | 20     | 1    | 6                | 27    |
| NA                                                                       | Ernest Pohl       | 21     | 2    | 4                | 27    |
| NA                                                                       | Edward Jankowski  | 20     | 2    | 4                | 26    |
| NA                                                                       | Erwin Wilczek     | 18     | 2    | 6                | 26    |
| PO                                                                       | Ginter Gawlik     | 16     | 1    | 5                | 22    |
| NA                                                                       | Jerzy Musiałek    | 13     | 1    | 6                | 20    |
| OB                                                                       | Stefan Florenski  | 12     | 2    | 4                | 18    |
| NA                                                                       | Marian Olejnik    | 6      | 1    | 2                | 9     |
| OB                                                                       | Henryk Hajduk     | 5      | -    | -                | 5     |
| OB                                                                       | Hubert Kulanek    | 5      | -    | -                | 5     |
| BR                                                                       | Joachim Szołtysek | 1      | -    | 2                | 3     |
| NA                                                                       | Jan Kajzerek      | 2      | -    | -                | 2     |
| PO                                                                       | Jan Pieczka       | 2      | -    | -                | 2     |
| PO                                                                       | Jan Kłosek        | 1      | -    | -                | 1     |
| OB                                                                       | Jan Plicko        | 1      | -    | -                | 1     |
| Liczba rozegranych spotkań nie obejmuje kolejek: 8, 9 i 10 (brak danych) |                   |        |      |                  |       |

    podstawowa jedenastka